# Коричневое утро
«Коричневое утро» — новелла французского писателя Франка Павлоффа, опубликованная в 1997 году.
Антифашистская притча о запрете всех цветов, кроме коричневого, многократно переиздавалась во Франции — в 2010 году вышло 40-е издание, а общий тираж составил полтора миллиона экземпляров. Переведена на многие языки; в 2011 году вышел русский перевод.

## История
Впервые текст новеллы был опубликован в сборнике, подготовленном издательством «Actes sud» к антифашистской книжной ярмарке 1997 года. В следующем году новелла была издана отдельной книгой издательством Cheyne éditeur, специализирующимся на поэзии.
Книга пережила всплеск популярности в 2002 году и стала самой читаемой во Франции (продано более 230 тыс. экземпляров). Это обстоятельство связывают с тем, что 21 апреля неожиданно для многих на президентских выборах во Франции во второй тур вместе с Жаком Шираком прошёл ультраправый кандидат, лидер Национального фронта Жан-Мари Ле Пен.

## Сюжет
История излагается от лица одного из жителей городка, в котором вводят запрет на содержание кошек, а затем и собак какого-либо цвета, кроме коричневого. Кошек и собак других цветов предписывается усыпить. Герой обсуждает эту новость со своим приятелем Чарли, однако вскоре оказывается, что коричневый цвет распространяется ещё дальше: единственной газетой в городе становятся «Коричневые новости», другие газеты закрывают, поскольку они позволили себе критически обсуждать распоряжение об искоренении некоричневых собак и кошек. Были запрещены также многие издательства и книги. Слово «коричневый» стало основным эпитетом для всех благонадёжных явлений.
Однажды, собираясь зайти в гости к Чарли, герой видит, что того арестовывают. Он узнаёт, что это связано с тем, что у Чарли когда-то была чёрная собака, а аресту теперь подлежат все, у кого (или даже у чьих родственников) раньше были не коричневые животные. Рассказ заканчивается тем, что однажды на рассвете в дверь главного героя — который сам когда-то держал белого с чёрными пятнами кота — раздаётся стук.

## Интерпретации
Новелла единодушно воспринимается как «манифест против политического единомыслия, метафора „коричневых рубашек“» — прозвища, данного нацистским СА. По словам обозревателя «Афиши», книга Павлоффа — «о том, как легко накрыть страну колпаком фашизма».
Константин Мильчин отмечает, что сюжетно новелла «восходит к знаменитому стихотворению Мартина Нимёллера „Когда они пришли за коммунистами, я молчал…“ Только у Павлоффа все начинается с котов и собак».

## Переводы
Книга была переведена более чем на 20 языков, в том числе английский, немецкий, шведский, испанский, каталанский, окситанский, эсперанто, бенгали и другие.
Русский перевод Виталия Зюсько с иллюстрациями Леонида Шмелькова вышел в 2011 году в издательстве «КомпасГид».

## Экранизация
По новелле в 2005 году был снят 12-минутный анимационный фильм Сержа Аведикяна «Одно прекрасное утро», основанный на иллюстрациях художницы Сольвейг Фон Кляйст.